# Dashi (gerecht)
Dashi (Japans: 出汁, だし) is een bouillon die in de Japanse keuken gebruikt wordt als basis voor talloze recepten.
In de meestvoorkomende vorm is dashi een combinatie van kombu (een wier) en dunne flinters gestreepte tonijn waar bouillon van getrokken wordt. Varianten op de standaarddashi zijn onder andere kombu dashi, die alleen van kombu gemaakt wordt, niboshi dashi, gemaakt van jonge sardines en shiitake dashi die gemaakt wordt van de shiitakepaddenstoel.
Omdat het maken van dashi een tijdrovend proces is, wordt het tegenwoordig meestal niet meer vers gemaakt, maar gekocht in poedervorm en bij de bereiding in water opgelost.
Het zeewier dat als ingrediënt gebruikt wordt bevat relatief veel glutamaat, de smaak van dashi wordt dus gedomineerd door umami, de vijfde smaak die aan het begin van de 20e eeuw benoemd is.
Wanneer vers bereid, maakt de kok een onderscheid tussen ichiban dashi en niban dashi (Japans: 一番出汁, いちばんだし en 二番出汁、にばんだし).
Ichiban dashi is de eerste bereiding, geschikt voor heldere soepen zoals misosoep. Niban dashi wordt bereid door de kombu en/of tonijn een tweede keer te gebruiken. Deze wordt dan gebruikt als smaakversterker in andere gerechten.